# 42 días en la oscuridad
42 días en la oscuridad  (en inglés como 42 Days of Darkness)  es una serie de televisión chilena, de género drama, misterio y suspenso, producida por Fábula para el servicio de streaming, Netflix.
42 días en la oscuridad es la primera serie chilena original de Netflix, protagonizada por Claudia Di Girolamo y se basó en torno a la desaparición de Viviana Haeger. El 18 de mayo de 2022, las serie logró posicionarse en el puesto 7 del Top 10 de las series más vistas en la plataforma de habla no inglesa, acumulando 9,9 millones de horas vistas desde su estreno el 11 de mayo.

## Premisa
La mañana del 29 de junio de 2010, Verónica Montes (Aline Küppenheim) desaparece de su casa en el condominio Altos del Lago, un exclusivo sector de Puerto Varas, el sur de Chile. Las primeras pistas son confusas: estaban puestas las llaves del auto, los objetos más costosos del hogar lucen intactos y no existen indicios de un eventual robo. 
Mario Medina (Daniel Alcaíno), su marido y padre de sus dos hijas, Karen (Julia Lübbert) y Emilia (Monserrat Lira), dice que ese día mientras estaba en un trámite recibió una llamada en que se le pedía dinero por el rescate de su mujer.
La cabeza de dicha búsqueda es Cecilia Montes (Claudia Di Girolamo), que busca incansablemente a su hermana Verónica, quien desapareció de su casa sin dejar rastro. En esta misión la acompañará su abogado Víctor Pizarro (Pablo Macaya), y juntos deberán enfrentar la indolencia de las instituciones, los múltiples prejuicios de la sociedad y el acoso de la prensa.

## Reparto y personajes

### Principales
| - Claudia Di Girolamo como Cecilia Montes: es quien inicia la búsqueda de Verónica y se convierte en objeto de los acontecimientos de acoso y negligencias ante el enigma policial que involucra a su hermana. - Pablo Macaya como Víctor Pizarro: es un abogado poco convencional y en decadencia, que se empecina en resolver el caso Montes y descubrir al autor del crimen. - Daniel Alcaíno como Mario Medina: el esposo de Verónica Montes. - Aline Küppenheim como Verónica Montes: es una mujer que desaparece en extrañas circunstancias desde su hogar en Altos del Lago. - Julia Lübbert como Karen «Kari» Medina: es la hija mayor de Verónica y Medina. - Monserrat Lira como Emilia Medina: es la hija menor de Verónica y Medina. | - Gloria Münchmeyer como Berta del Río: es la madre de Cecilia y Verónica. - Amparo Noguera como Nora Figueroa: policía investigaciones retirada; decide ayudar a Víctor en la búsqueda de Verónica. - Néstor Cantillana como Braulio Sánchez: policía investigaciones retirado y amigo de Víctor y Nora; se une en la investigación del caso Montes. - Claudio Arredondo como Manuel Toledo: el comisario de la Policía del Distrito Sur; encargado del caso Montes. - Daniela Pino como Paula Asenjo: la policía de la Policía del Distrito Sur. - Iván Cáceres como Joaquín Pizarro: el hijo adolescente de Víctor. |

### Recurrentes
| - Daniel Muñoz como Arturo: marido de Cecilia. - Tamara Acosta como Carmen: amiga y confidente de Verónica. - Willy Semler como Cristián Lira Echaurren: abogado de Medina. - Alejandro Goic como Fiscal de la Zona Sur. - Roque Artiagoitía como el amigo de Karen. - Constanza Rojas como la amiga de Karen. - Eduardo Paxeco como Gustavo López: el subcomsario de la Policía Distrito Sur. - Paola Giannini como Mónica: rectora de colegio de Karen y Emilia. - Claudia Cabezas como Manuela Roa: exnovia de Medina. - Rodolfo Pulgar como el intendente de la Región de La Araucanía. - Jaime Azócar como el jefe de la Policía del Distrito Sur. | - Nelson Polanco como Ricardo Montes: hermano de Cecilia y Verónica. - Andrés Suknic como Adolfo: la pareja de Ricardo. - Hernán Lacalle como Inzunza: exjefe de Víctor. - Claudio Troncoso como el sicario que asesina a Verónica. - Catalina Ríos como la hija del sicario. - Elvis Fuentes como Nelson: fotógrafo. - Juan Carlos Maldonado como Silva. - Diego Boggioni como Roberto. - Paulina Eguiluz como Pilar. - Rayen Arroyo como secretaria de Medina. |

## Producción

### Creación y desarrollo
El proyecto «Usted sabe quien» empezó a ser desarrollado por el periodista Rodrigo Fluxá, que había trabajado previamente en otras series dramáticas sobre historias basadas en sus propios reportajes de investigación, tales como Zamudio: Perdidos en la noche (2015), La cacería: Las niñas de Alto Hospicio (2018) y El presidente (2020)—. La base de este nuevo proyecto la otorgaba su libro Usted sabe quién: Notas sobre el homicidio de Viviana Haeger (2019).

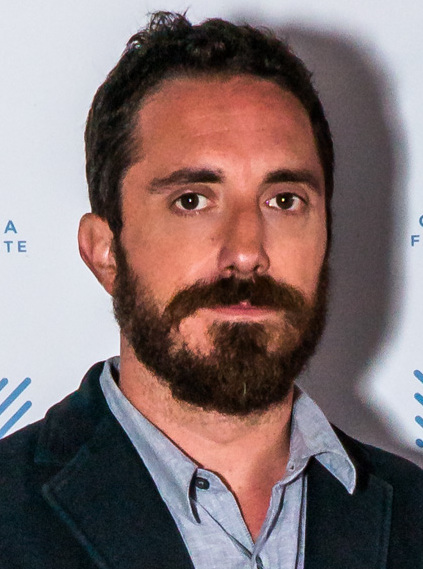
Pablo Larraín uno de los productores ejecutivos de la serie.

Los productores ejecutivos de Fábula, Juan de Dios y Pablo Larraín, siguiendo la premisa básica, trabajaron en la idea y, junto a Fluxá, presentaron el producto a Netflix. En mayo de 2020, desde Fábula, la productora Ángela Poblete, anunció que la empresa de producción audiovisual se encontraba trabajando en un proyecto de serie sobre el «Caso Haeger» para el servicio de streaming, Netflix. El mismo mes, Juan de Dios Larraín declaró en La Tercera que: «Es un desafío y una tremenda responsabilidad crear un contenido que vuele desde nuestro país al mundo, para ser visto por millones de espectadores». Desde Netflix, la directora de Series Originales para Latinoamérica, Carolina Laconte, sostuvo que: «Vimos una mirada autoral sensible y respetuosa para contar la historia de una mujer desaparecida y de cómo su entorno se comporta ante esta situación».
A fines de 2020, los cineastas Claudia Huaiquimilla (Mala junta y Mis hermanos sueñan despiertos) y Gaspar Antillo (Nadie sabe que estoy aquí), ingresaron al equipo de manera posterior, asumiendo ambos la dirección y la coescritura del guion, labor ya en manos de Fluxá. Sobre la influencia del libro Usted sabe quién en el resultado final, Huaiquimilla especificó: «Nos sirvió mucho para conocer detalles que en ese momento nos eran ajenos, pero en verdad para construir nuestra historia fue más importante otro tipo de elementos, como por ejemplo recordar lo que yo sentí en ese momento y la preocupación que sintieron muchas mujeres por la desaparición de una mujer: mucha empatía».
Sobre la elección de los directores, Carolina Leconte, se detuvo en el «punto de vista humano e íntimo de los directores», un atributo presente en los principales elogios que han recibido los cineastas en sus ascendentes carreras. Asimismo, resaltó que: «el objetivo de 42 días en la oscuridad es que las historias que creen puedan entretener, inspirar, emocionar pero también inviten a reflexionar sobre temas que nos tocan como sociedad». Por su parte, Ángela Poblete, declaró que: «es bien clave elegir a los talentos que conforman cada equipo. Es la suma de todas esas sensibilidades, lo que finalmente se transforma en un contenido capaz de viajar y de conectar con la audiencia sin importar su idioma o su cultura».

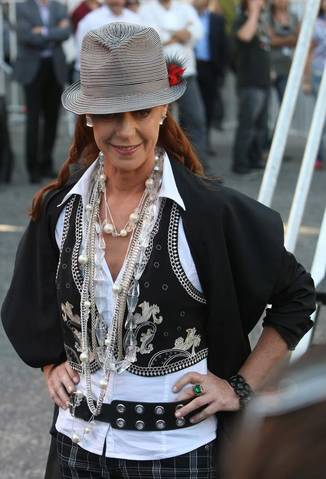
Claudia Di Girolamo, protagonista de la serie, quien interpreta a Cecilia Montes.

### Casting
El 18 de abril de 2021, Netflix anunció que Claudia Di Girolamo y Aline Küppenheim habían sido elegidas para los papeles femeninos principales de la serie. Anteriormente, Di Girolamo y Küppenheim ya habían trabajado en Fábula con la serie de HBO, Profúgos (2011-2013), donde Di Girolamo resultó obtener una nominación al Ninfa de Oro a la «Mejor actriz en drama» en la 51.ª edición del Festival Internacional de Televisión de Montecarlo. Di Girolamo describió 42 días en la oscuridad como «una historia tremendamente humana, de un hecho tremendamente perverso en un lugar tremendamente misterioso». El 19 de abril se confirmó a Gloria Münchmeyer, quien se había unido al elenco principal. En los meses siguientes, se confirmó a Pablo Macaya y Daniel Alcaíno en los roles masculinos principales —quienes por primera vez trabajarían en una producción de Fábula—. En el mismo mes se anunció que Amparo Noguera y Néstor Cantillana se incorporarían al reparto.
Por otra parte, la serie también incluye actores más conocidos, que incluso ya habían participado en otras producciones creadas por Fábula: Daniel Muñoz, Alejandro Goic, Willy Semler, Claudio Arredondo, Claudia Cabezas, Paola Giannini y Eduardo Paxeco, conocidos por participar en Ema de Pablo Larraín y La Jauría de Prime Video. Mientras que Daniela Pino, Julia Lubbert e Iván Cáceres, habían participado en películas de Huaiquimilla y Antillo. A comienzos de marzo de 2022, mediante un teaser promocional, se acreditó la incorporación al reparto de Tamara Acosta.

### Escenarios y filmación
La serie de 6 capítulos fue grabada en locaciones como Pucón,Villarrica y Puerto Montt. El equipo de producción se instaló en la capital y mayor ciudad de Chile, Santiago, para filmar varias secuencias clave de la serie policíaca. Como centro del área metropolitana de Santiago, la región más densamente poblada de Chile. El hecho de que la serie de misterio se filme también en Chile añade un toque extra de autenticidad, que marca una gran diferencia en la producción general de la serie. Pese a que el caso Haeger sucedió en Puerto Varas, la mayoría de las secuencias se grabaron en Pucón y Puerto Montt.
Sobre la decisión de rodar en esos lugares la guionista y directora Claudia Huaiquimilla, declaró: «Para mí como mapuche, como mujer indígena, claramente el paisaje no es sólo una locación, para mí es un personaje más. Como guionista traté de trabajarlo así, el territorio está expresando y el hecho de que una mujer desaparezca en este territorio que parece un paraíso es muy distinto a que haya sido en otro lugar».

## Recepción

### Audiencia
El jueves 12 de mayo de 2022, 42 días en la oscuridad logró convertirse en la serie más vista en Chile, liderando el primer lugar del ranking 10 de Netflix. El 18 de mayo, la serie escaló en las primeras posiciones del listado que la plataforma de streaming, 42 días en la oscuridad se acomodó en el séptimo lugar de las series no habladas en inglés más exitosas, acumulando 9,9 millones de horas vistas desde su estreno.

### Controversias
El 25 de abril de 2021, Vivian y Susan Anguita —hijas de Viviana Haeger—, manifestaron su molestia con el proyecto de Fábula inspirado en su madre. Las jóvenes mediante una columna publicada por el diario El Llanquihue, titulada «El thriller sobre mi madre», rechazaron las motivaciones de la producción. Sin embargo, Claudia Huaiquimilla, directora de la ficción, declaró: «La desaparición de una mujer no puede tratarse como cualquier enigma policial; es importante establecer que la violencia de género es un problema estructural que compete a toda la sociedad y es evitable. En cada línea de guion y decisión que hemos tomado, hemos procurado trabajar con esa perspectiva».

## Premios y nominaciones
Resultados
| Año                                                   | Premio / Distinción     | Categoría                                                              | Nominado                              | Resultado |
| ----------------------------------------------------- | ----------------------- | ---------------------------------------------------------------------- | ------------------------------------- | --------- |
| 2022                                                  | TSS Awards (popular)    | Mejor serie                                                            | Mejor serie                           | Ganadora  |
| 2022                                                  | TSS Awards (popular)    | Mejor actriz                                                           | Claudia Di Girolamo                   | Nominada  |
| 2022                                                  | ForoNovelas (popular)   | Mejor serie                                                            | Mejor serie                           | Ganadora  |
| 2022                                                  | ForoNovelas (popular)   | Mejor actriz                                                           | Claudia Di Girolamo                   | Ganadora  |
| 2022                                                  | Premios Produ           | Mejor serie social y política                                          | 42 Días en la Oscuridad               | Nominada  |
| 2022                                                  | Premios Produ           | Mejor actriz principal en serie dramática histórica, política o social | Claudia Di Girolamo                   | Nominada  |
| 2022                                                  | Premios Produ           | Mejor actor principal en serie dramática histórica, política o social  | Daniel Alcaíno                        | Nominado  |
| 2022                                                  | Premios Produ           | Mejor dirección de serie y miniserie                                   | Gaspar Antillo y Claudia Huaiquimilla | Ganadores |
| 2022                                                  | Premios Marés           | Mejor actriz en drama                                                  | Claudia Di Girolamo                   | Ganadora  |
| 2022                                                  | Premios Marés           | Mejor actor en drama                                                   | Pablo Macaya                          | Nominado  |
| 2022                                                  | Premios Marés           | Mejor actriz de soporte en drama                                       | Gloria Münchmeyer                     | Nominada  |
| 2023                                                  |                         |                                                                        |                                       |           |
| Premios Caleuche                                      |                         |                                                                        |                                       |           |
| Mejor miniserie cinematográfica iberomaericana        | 42 días en la oscuridad | Nominada                                                               |                                       |           |
| Mejor actriz protagónica en series y/o miniseries     | Claudia Di Girolamo     | Nominada                                                               |                                       |           |
| Mejor actor protagónico en series y/o miniseries      | Daniel Alcaíno          | Ganador                                                                |                                       |           |
| Mejor actor protagónico en series y/o miniseries      | Pablo Macaya            | Nominado                                                               |                                       |           |
| Mejor actriz de soporte                               | Gloria Münchmeyer       | Ganadora                                                               |                                       |           |
| Mejor actorde soporte                                 | Néstor Cantillana       | Ganador                                                                |                                       |           |
| Premios Platino                                       |                         |                                                                        |                                       |           |
| Mejor interpretación femenina en miniserie            | Claudia Di Girolamo     | Nominada                                                               |                                       |           |
| Mejor interpretación femenina de reparto en miniserie | Amparo Noguera          | Nominada                                                               |                                       |           |